# Daimler Phönix
Daimler Phönix — легковий автомобіль, розроблений німецькими інженерами Готтлібом Даймлером і Вільгельмом Майбахом, який одним з перших в історії автомобілебудування мав переднє розташування двигуна (за декілька років до цього компанія Panhard & Levassor запропонувала власну схему компонування автомобіля на чотирьох колесах і з двигуном у передній частині, що отримала назву «Système Panhard»). Представлений широкому загалу у 1897 році для поступового заміщення попередньої моделі «Daimler Riemenwagen» з трансмісією на пасовій передачі.
На автомобілі були використані різноманітні інноваційні рішення, які згодом зробили вплив на розвиток автомобільної промисловості у всьому світі. Це розроблений Майбахом розпилювальний карбюратор, удосконалена система охолодження, розташований у передній частині кузова двигун та інші елементи. Однойменний силовий агрегат ще з 1895 року за ліцензією постачався французькому виробнику транспортних засобів Panhard & Levassor, що послужило сильним поштовхом у розвитку автомобільної галузі у Франції. Виробництво автомобіля було зупинене в 1902 році, а на заміну йому прийшов потужніший і сучасніший «Mercedes 35 PS».

## Історія

### Розроблення та удосконалення конструкції

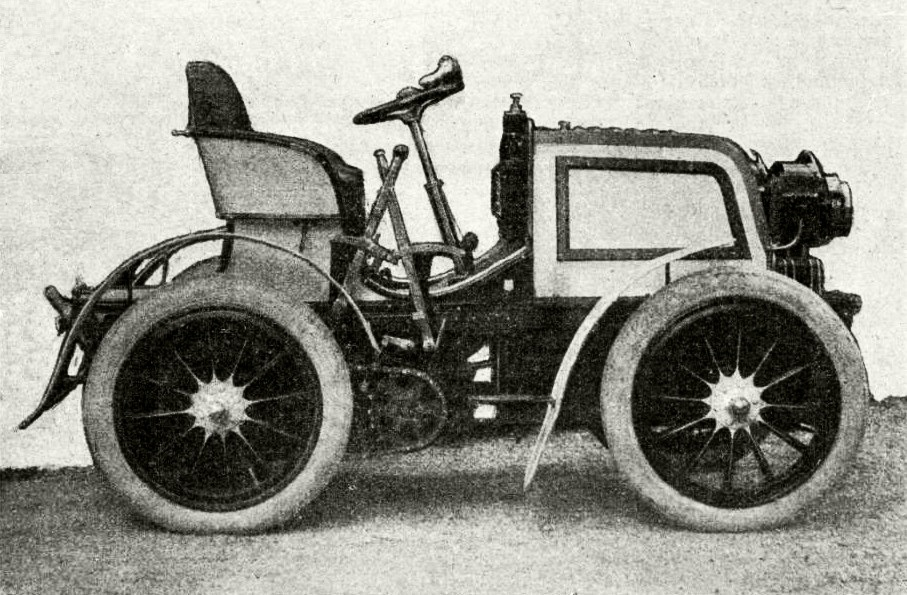
Фото автомобіля «Daimler Phönix» Еміля Єллінека (1900)

На початку 1890-х років німецькі інженери Готліб Даймлер і Вільгельм Майбах, засновники та керівники автомобілебудівного підприємства «Daimler-Motoren-Gesellschaft», задумалися над розробкою нового двигуна внутрішнього згоряння. У 1892 році вони почали роботу над силовим агрегатом з двома циліндрами, який вони називали як «Model N» (від нім. neu — «новий»). Покращена версія двигуна «N» оснащувалась винайденим Робертом Бошем низьковольтним магнето запалювання та ефективнішою системою охолодження. В результаті конструктори розробили та випробували декілька варіантів двигунів потужністю 6 та 8 кінських сил, які отримали назву «Phönix». Будучи встановленими на автомобілі, силові агрегати дали свою назву усьому поколінню нових моделей транспортних засобів. Так, у 1897 році широкому загалу був офіційно представлений автомобіль «Daimler Phönix».
Щоб досягти більшої продуктивності своїх двигунів, Готтліб Даймлер подвоїв кількість циліндрів у двигуні. У вересні 1898 року компанія DMG надала австрійському підприємцю та любителю автоперегонів Емілю Еллінеку, який до того ж був їх ексклюзивним дилером, перші у світі два дорожніх автомобілі з чотирициліндровими двигунами. Ці моделі «Daimler Phönix» оснащались 2,1-літровими I4 двигунами потужністю у 8 кінських сил. Протягом 1899 року до модельного ряду були додані нові версії із силовими агрегатами потужністю у 12, 15, 20 і 23 кінських сил. Вирішальним фактором у цьому суттєвому підвищенні потужності двигуна стало застосування трубчастого радіатора, розробленого Вільгельмом Майбахом. Патент на цей винахід був зареєстрований у грудні 1897 року.

### Спортивні здобутки
Автомобіль «Daimler Phönix» став першим гоночним транспортним засобом, на якому Еміль Єллінек виступав у гонках під прізвиськом «Мерседес». Назва «Мерседес», що пізніше стала відомою у всьому світі як німецький автомобільний бренд, спочатку служила як псевдонім водія та його команди, а не як продукт або торгова марка. У березні 1899 року дві гоночні версії автомобіля «Phönix» Єллінека потужністю 12 к. с. (8,8 кВт) брали участь у тижні перегонів у Ніцці. Одним з них керував гонщик і за сумісництвом працівник компанії DMG Вільгельм Бауер, який і став переможцем у гонці Ніцца-Коломар-Туретт-Маганьоне-Ніцца (85 км). Згодом Вільгельм Вернер, керуючи гоночним автомобілем «Daimler Phönix», увінчав успіх німецького бренду перемогою в класі чотиримісних автомобілів.
У тому ж 1899 автомобілі німецької компанії знову здобули подвійну перемогу у своєму класі у першій гонці в Земмерінгу. Цього разу водієм автомобіля-переможця став сам Еміль Єллінек з Відня, бізнесмен і генеральний консул Австрії.
Еміль Єллінек знову взяв участь у головній спортивній події в Ніцці через рік, цього разу з двома перегоновими автомобілями «Phönix», які розвинули потужність у 23 к. с., що було величезним результатом за стандартами того часу. Проте через високе розташування центру ваги, коротку колісну базу та важкий двигун (близько 300—320 кілограм) автомобілями було вкрай важко керувати. Під час перегонів Ніцца — Ла-Тюрбі при сходженні на пагорб Вільгельм Бауер, пілот одного з автомобілів, потрапив у серйозну аварію, зіткнувшись з бар'єром.
В результаті цих подій керівництво компанії «Daimler-Motoren-Gesellschaft» вирішило відмовитися від подальшої розробки потужних двигунів та участі в автоспорті, проте Еміль Еллінек зміг умовити Вільгельма Майбаха розробити потужніший, але в той же час легший, безпечніший і зручніший у керуванні автомобіль. В результаті у 1900 році було представлено автомобіль «Mercedes 35 PS». Саме з нього і почався розвиток торгової марки «Mercedes», а разом з ним і бурхливе зростання автомобільної промисловості та автоспорту.
В даний час репродукції декількох моделей Daimler Phönix знаходяться у виставковій колекції музею Mercedes-Benz у Штутгарті, (Німеччина).

## Конструктивні особливості

### Шасі
Технічно автомобілі «Daimler Phönix» не надто відрізнялися від попередньої розробки німецьких інженерів. Проте нові моделі тепер оснащувалися рамою з листової сталі з U-подібним профілем. І спереду і ззаду встановлювалися підвіски з жорсткою віссю та напів- або повноеліптичними пружинами.Автомобіль мав коротку колісну базу, що в поєднанні з досить високим розташуванням центру ваги негативно позначалося на швидкісних проїздах поворотів. Встановлювалися дерев'яні колеса, на яких спочатку закріплювалися покришки з твердої гуми, а згодом — пневматичні шини.

### Двигун
Першим варіантом силового агрегату автомобіля «Daimler Phönix» був двигун внутрішнього згоряння з 2 циліндрами, розташованими в ряд, що виготовлені в одному відлитому блоці. Його рабочий об'єм становив 1,5 літра. Блок циліндрів кріпився до картера сферичної форми.
Згодом конструктори представили доопрацьовану версію двигуна із 4 циліндрами. Новий двигун мав такі особливості:
- чотири циліндри з рядним розташуванням;
- випускні клапани керувались від розподільного валу;
- карбюратор з розпиленням (запатентований Майбахом у 1893 році[8]);
- удосконалений радіатор системи охолодження.

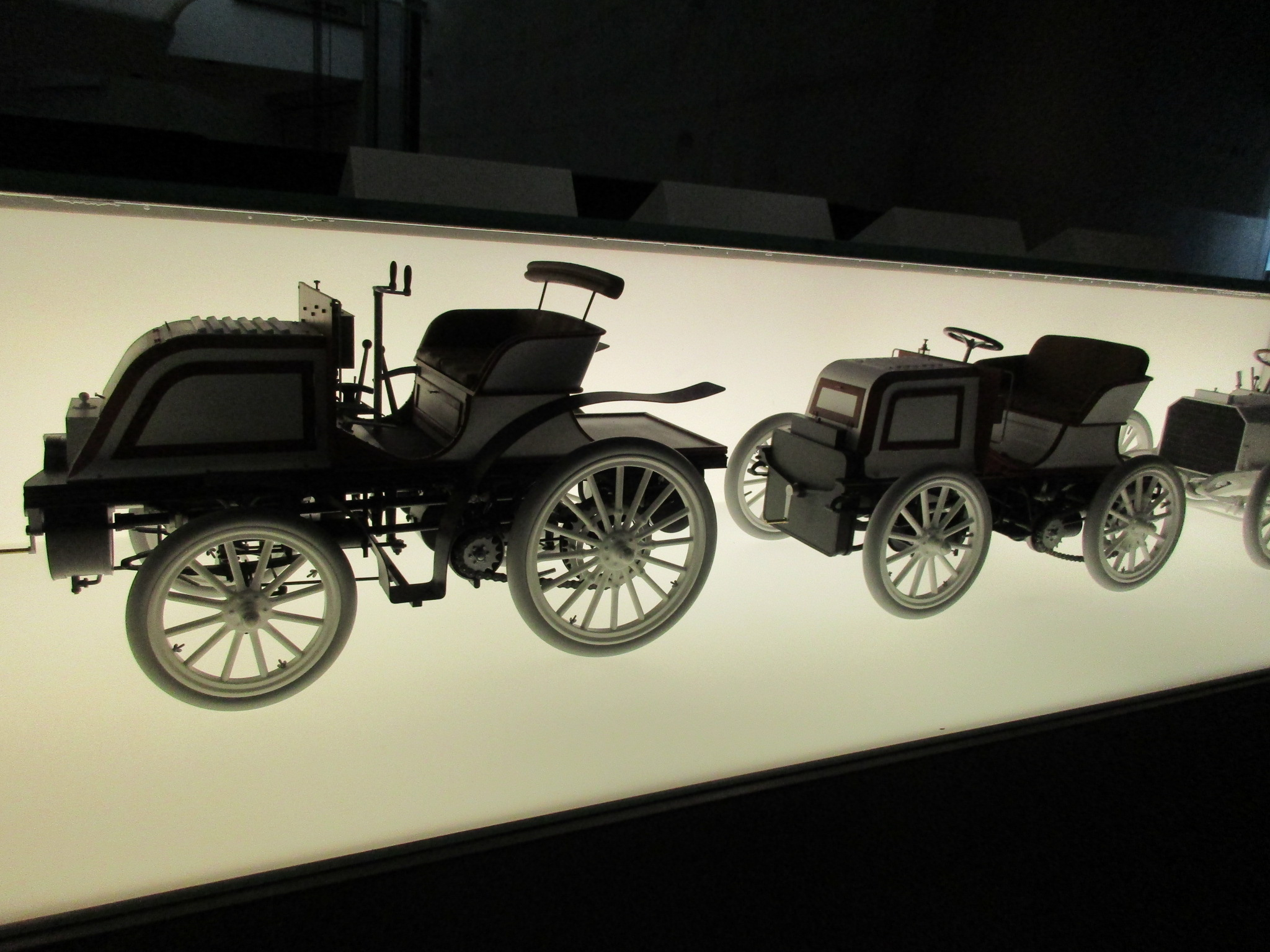
Моделі «10PS» (1899) і «23PS» (1900) в музеї Mercedes-Benz.

Радіатор охолодження силового агрегату мав прямокутну форму і складався з безлічі невеликих трубок по яких циркулювала охолодна рідина і які обдувались повітряним потоком. У порівнянні з більш ранніми спіральними трубчастими радіаторами через конструкцію Майбаха проходив більший об'єм повітря, що дозволило суттєво знизити кількість необхідної для охолодження рідини до 18 літрів.
За всю історію розвитку автомобіля «Daimler Phönix» його силовий агрегат постійно зазнавав різних модернізацій та доопрацювань, внаслідок чого його потужність зросла від 6 до 23 кінських сил.

### Трансмісія
Передача потужності від силового агрегату автомобіля «Daimler Phönix» здійснювалася за допомогою трансмісії з конічною муфтою зчепленням та коробкою передач із 4 швидкостями, яку Вільгельм Майбах розробив ще у 1889 році. Фрикційні елементи конічної муфти виготовлялись зі шкіри і служила вона для полегшення перемикання передач. Крутний момент від двигуна передавався на задні колеса за допомогою ланцюгової передачі.

### Гальмівна система
На автомобіль Daimler Phönix встановлювалася комплексна гальмівна система. Ножне гальмо діяло через зовнішні гальмівні колодки на приводний вал, а ручне гальмо блокувало задні колеса. Крім того, автомобіль відрізнявся наявністю додаткової гальмівної системи — посиленого металевого стрижня, встановленого в задній частині транспортного засобу, який при висуванні повинен був врізатися в дорожнє покриття і тим самим гальмувати автомобіль.